# 5827 Letunov

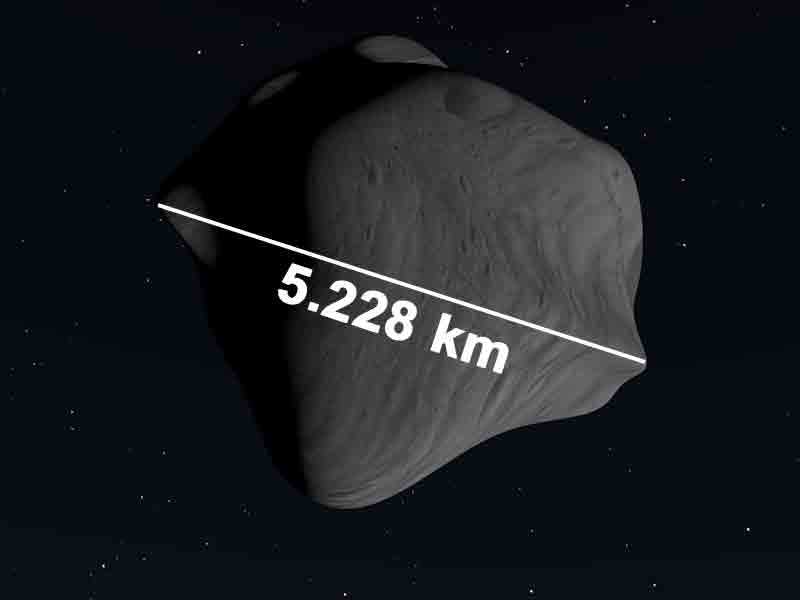
5827 Letunov

5827 Letunov eller 1990 VB15 är en asteroid i huvudbältet som upptäcktes den 15 november 1990 av den ryska astronomen Ljudmila Tjernych vid Krims astrofysiska observatorium på Krim. Den är uppkallad efter den ryske journalisten Yurij A. Letunov.
Asteroiden har en diameter på ungefär 5 kilometer.